# Die Wurzel

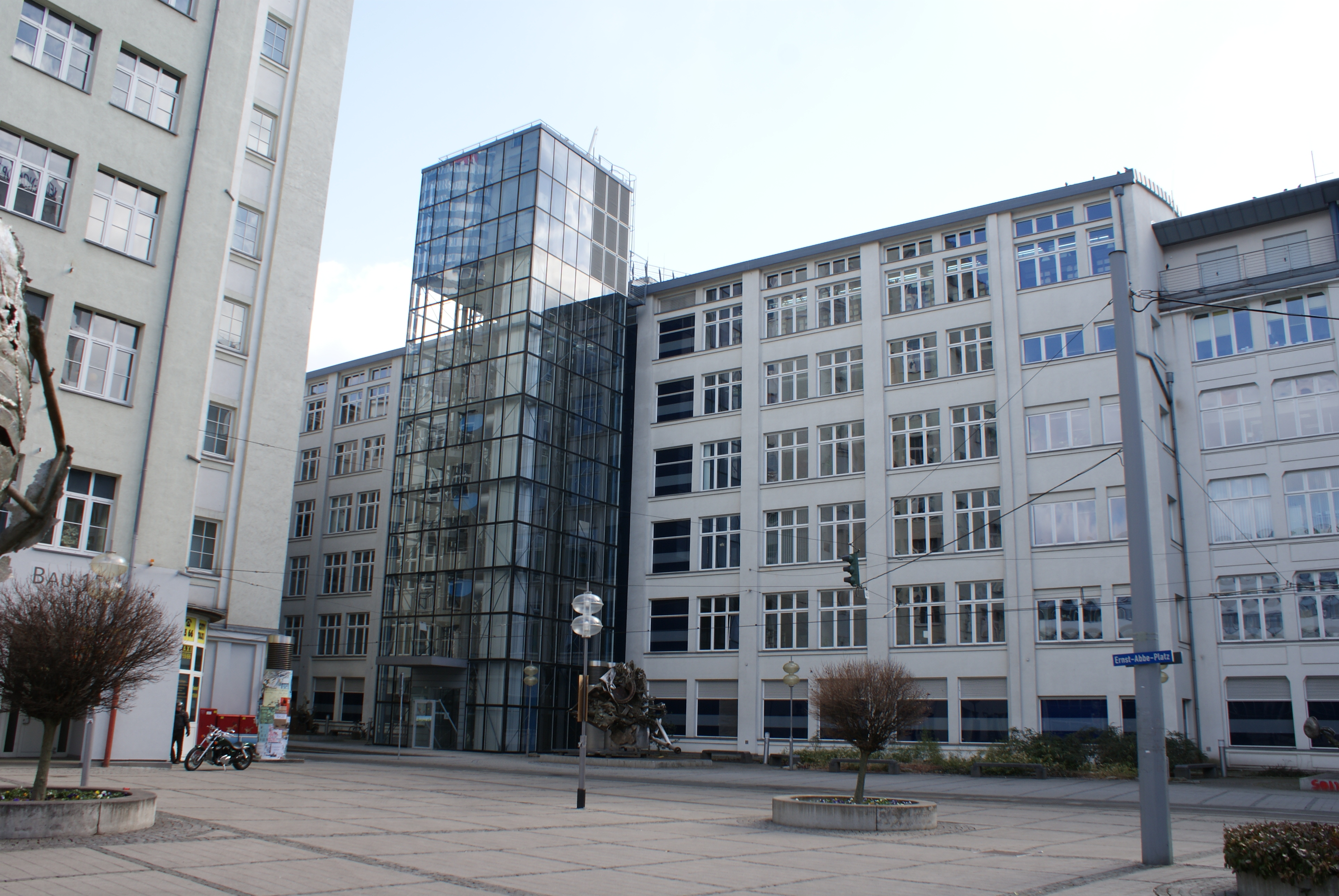
Fakultät für Mathematik und Informatik an der Universität Jena, Sitz der Zeitschrift

Die Wurzel ist eine zehnmal jährlich erscheinende Zeitschrift für Mathematik.
Sie entspringt den seit 1964 zweimal im Jahr stattfindenden Mathelagern. Diese wurden und werden von Studenten für Schüler, die sich besonders für Mathematik interessieren, organisiert. 1967 entstand dann auf Initiative von Hansgeorg Meißner an der Friedrich-Schiller-Universität in Jena die Schülerzeitschrift Die Wurzel. Nach der Wende wurde dann der gemeinnützige Wurzel e. V. gegründet, um das Fortbestehen der Zeitschrift zu sichern. Anliegen des Vereins und der Zeitschrift ist es, ein möglichst großes Publikum mit einer Begeisterung für die Mathematik anzustecken, sowie insbesondere mathematisch interessierte Jugendliche zu fördern und die Kreativität zum Problemlösen zu wecken.
Die ersten Ausgaben wurden noch von Hand erstellt. Anfang der 1990er Jahre hielt dann allerdings die moderne Rechentechnik Einzug und unter der Leitung von Frank Thierbach wurde der Erstellungsprozess auf LaTeX umgestellt.
Die Wurzel richtet sich seit nunmehr über 300 Ausgaben an Schüler und Lehrer der gymnasialen Oberstufe, an Studenten, Professoren und alle mathematisch Interessierten. Die Wurzel enthält Artikel zu verschiedensten Teilgebieten der Mathematik, zu Mathematik-Olympiaden und anderen mathematischen Wettbewerben sowie beispielsweise Arbeiten aus dem Wettbewerb Jugend forscht.
Die Wurzel erhebt dabei nicht den Anspruch, eine mathematische Forschungszeitschrift zu sein. Das ausführliche Begutachten von Artikeln etwa durch Professoren, ist nicht geplant, da es in erster Linie um Spaß an der und Begeisterung für die Mathematik geht.
Neben der Herausgabe der Zeitschrift werden durch den Verein bis heute zweimal jährlich die erwähnten Ferienfreizeiten, die so genannte Schülerakademie Mathematik oder auch einfach Mathelager, veranstaltet, bei denen sich mathematisch interessierte Schüler mit Themen jenseits des Schulstoffes beschäftigen. Es werden auch weitere Freizeitbeschäftigungen, etwa Marjapussi, durchgeführt.
2017 feierte die Wurzel ihr 50-jähriges Bestehen im Jenaer Volksbad. Auch Wurzel-Vater Meißner und der Mitbegründer Klaus Fischer nahmen teil.